# Волошин Петро Власович
Волошин Петро Власович (нар. 13 січня 1928 року, с. Любарці, Київська область — пом. 27 жовтня 2021 року, Харків) — лікар-невролог, директор Інституту неврології, психіатрії та наркології НАМН України (1977-2017), заслужений діяч науки і техніки України, доктор медичних наук, професор, лауреат Державної премії України в галузі науки і техніки.

## Біографія
Народився 13 січня 1928 році в селищі Любарці Баришівського району (тепер Бориспільський район) Київської області сім’ї робочих: батько Волошин Влас Фалалейович — головний механік машино-тракторної станції, мати — Федора Андріївна, старший брат після закінчення Харківського політехнічного інституту працював інженером, середній брат — перед війною навчався у машинобудівному технікумі (загинув на фронті).
П.В. Волошин, закінчивши з відзнакою семирічну школу, з мрією про небо і бажанням взяти участь у боротьбі з фашистськими загарбниками,  вступає до Харківської спецшколи Військово-повітряних сил, яку закінчив у 1946 році, але взяти участь у боях проти фашистів не встиг, війна скінчилась.
Задяки тому, що виріс в сім'ї «технарів», Петро Власович екстерном закінчує десять класів і вступає до Харківського політехнічного інституту. Важкий повоєнний час змушує його перейти на вечірнє відділення, а згодом перевестись на заочне відділення Українського заочного політехнічного інституту (тепер Українська інженерно-педагогічна академія (УІПА)). Студентом Волошину доводилося працювати на кількох роботах. По закінченні УЗПІ в 1951 році, за фахом радіоелектроніка, та армійської служби,  Петро Власович у 1953 році стає студентом Харківського медичного інституту. Визначальну роль у вирішенні вчитися медицині зіграла матір, яка мріяла, щоб її син став лікарем.
Це був час, коли тільки починалося вивчення головного мозку, його функцій, нервової системи, фізіологічних можливостей людини та ін. І Петро Власович виявляє велику зацікавленість до наукових досліджень. Ще в студентські роки професор Г.Д. Лещенко, керівник кафедри нервових хвороб, розгледів талант творчої особистості Петра. На шостому курсі Волошин цілий рік працює на кафедрі, закладаючи фундамент сучасної електрофізіологічної лабораторії, веде дослідження з електрофізіологічних особливостей головного мозку. Технічна підготовка і отримані знання знадобилися в подальшому — Волошиним П.В. був створений перший в Харкові енцефалограф та електроміограф.
У 1959 р. Петро Власович закінчив із відзнакою Харківський медичний інститут, (тепер Харківський національний медичний університет), був ленінським стипендіатом. Навчаючись в аспірантурі на кафедрі нервових хвороб, яку закінчив у 1963 році, він продовжує вивчення фізіології головного мозку, судинні патології та захистив кандидатську дисертацію «Состояние сосудистой системы при гипертонической болезни с очаговыми и диффузными церебральными нарушениями».
П.В. Волошин продовжує педагогічну, практичну та наукову діяльність на кафедрі нервових хвороб на посаді асистента (1962–1966), а потім на посаді доцента (1966–1972).
У 1973 році Петра Власовича було призначено деканом лікувального факультету Чернівецького медичного інституту, з 1974 року стає проректором з наукової роботи. В тому ж році йому присвоюють вчене звання професора.
У 1977 році Волошина П.В. призначають директором Харківського науково-дослідного інституту неврології та психіатрії (тепер Інститут неврології, психіатрії та наркології АМН України), який він очолював до 2017 року, за сумісництвом завідує кафедрою невропатології і нейрохірургії Харківської медичної академії післядипломної освіти (ХМАПО).

## Наукові дослідження
Петро Власович Волошин проводить дослідження з актуальних проблем неврології, психіатрії, наркології, визначає їх пріоритетні напрямки. Основну увагу приділяє проблемам гострої судинної патології головного мозку.
Волошиним П.В. були розпочаті дослідження нового напрямку в неврології – опікової хвороби. Ці дослідження стали темою його докторської дисертації «О нейрогенных структурно-функциональных системных механизмах патогенеза ожоговой болезни», яку він захистив у 1973 році.
Завдяки вагомому внеску Петра Власовича Волошина у розвиток вітчизняної медичної науки та охорони здоров’я, зростає престиж та авторитет України в світовій спільноті в галузі медицини. Ним ініційовано приєднання Психоневрологічного Інституту до виконання Міжгалузевих національних програм.
Здійснено дослідження впливу малих доз радіації на нервову систему людини внаслідок аварії на Чорнобильській атомній електростанці. Розпочаті роботи з вивчення проблем нейроінфекцій, вертеброневрології, дегенеративних захворювань нервової системи, широкого нозологічного спектра проблем психічної патології.
П.В. Волошин — серед перших в Україні ініціював вивчення психоневрологічних та психологічних аспектів медицини катастроф та екстремальних ситуацій, зокрема наслідків Чорнобильської аварії. Ним розпочаті і поглиблені актуальні нейрофізіологічні та медико-психологічні дослідження для Космічних центрів України, Українського антарктичного центру.
Петро Власович Волошин — автор і співавтор понад 560 наукових праць, серед них 12 монографій, 26 навчальних посібників, 20 винаходів та патентів.
Петро Власович Волошин створив велику сучасну національну наукову школу психоневрології, під його керівництвом виконано 23 докторських та 65 кандидатських дисертацій. Його учні – велика плеяда вітчизняних учених і практиків із країн СНД і зарубіжжя.

## Звання та досягнення
- Заслужений діяч науки і техніки УРСР (1986)[3]
- Лауреат Державні премії України в галузі науки и техніки (1993) — За цикл праць «Початкові та зворотні форми порушень мозкового кровообігу. Розробка і впровадження у практику нових методів профілактики, діагностики, лікування та реабілітації в Україні»
- стипендіат Кабміну України як видатний учений;
- член Наукової ради та Президії Наукової ради Міністерства охорони здоров’я України;
- член вченої ради АМН України;
- голова спеціалізованої ради ВАК України з захисту докторських та кандидатських дисертацій за спеціальностями «Нервові хвороби», «Психіатрія», «Наркологія»;
- голова Експертної комісії АМН та МОЗ України «Неврологія»;
- президент Науково-практичного товариства неврологів, психіатрів і наркологів України (понад 25 років)
- член правління Європейської асоціації неврологів
- головний редактор часопису «Український вісник психоневрології» і The Lancet Neurology
- академік Академії наук вищої школи України, Нью-Йоркської академії медичних наук, Американської академії психіатрії.

Ім’я Петра Власовича Волошина занесене на Алею трудової слави України.

## Нагороди
- орден Дружби народів (1981);
- орден «За заслуги» ІІІ ступеня (1997)[4];
- орден «Петра Великого» II ступеня;
- орден «Морський Хрест» III ступеня за патріотизм та відданість Українській державі;
- медаль «Захиснику Вітчизни» (1999);
- медаль Маршала Г. К. Жукова;
- медаль імені Міля М. Л. Федерації космонавтики СРСР;
- медаль «Агапіта Печерського» НАМН України;
- 2 медалі МВС України;
- Почесна грамота Верховної Ради України «За особливі заслуги перед Українським народом»;
- Почесні грамоти Міністерства охорони здоров'я;
- Почесні грамоти Академії медичних наук України за значний особистий внесок у розвиток медичної науки, охорони здоров’я і підготовку висококваліфікованих наукових і лікарських кадрів;
- почесна відзнака Чехословаччини — «За заслуги в развитии советско-чехословацких связей» ІІ ст. та інші.

У 2004 р. Міжнародним біографічним центром (Кембридж, Велика Британія) П. В. Волошина оголошено «міжнародним фахівцем року з охорони здоров'я», нагороджено «Дипломом досягнень у медицині та охороні здоров'я» (Кембридж, Велика Британія, 2005). У 2005 р. Американським біографічним інститутом (Рейлі, Північна Кароліна, США) П. В. Волошина включено до міжнародного довідника «Видатні уми ХХІ ст.». Він є дійсним членом Американської академії медицини і Нью-Йоркської академії психіатрії.
Петро Власович — лауреат рейтинг-конкурсу «Харків’янин року» (2005). Ім’я П. В. Волошина можна знайти в томах Енциклопедії сучасної України, у багатьох довідниках та біографічних виданнях, таких як «Хто є хто в Україні», «Медична еліта України», «Україна медична», у довіднику «Лауреати нагород» — «Відзначені Батьківщиною», у виданнях міжнародної іміджевої програми «Лідери ХХІ століття».

## Наукові праці
- Волошин П. В. Патология нервной системы при ожоговой болезии / П. В. Волошин. – Киев : Здоровье, 1982. – 144 с.
- Волошин П. В. Внутричерепная гипертензия сосудистого генеза / П. В. Волошин, В. И. Тайцлин. – Киев : Здоровье, 1986. – 176 с.
- Неотложная помощь в клинике нервных болезней / П. В. Волошин, И. И. Шогам, В. И. Тайцлин [и др.] ; под ред. П. В. Волошина. – Киев : Здоровье, 1987. – 216 с.
- Нейробиология патологических влечений: алкоголизма, токсико- и наркоманий / Т. М. Воробьева, П. В. Волошин, Л. Н. Пайкова, Л. П. Бакуменко [и др.]. – Харьков : Основа, 1993. – 176 с.
- Волошин П. В. Лечение сосудистых заболеваний головного и спинного мозга / П. В. Волошин, В. И. Тайцлин. – Запорожье : Знание, 1999. – 557 с.
- Наркотики: особлива небезпека : навч. посібник / О. М. Бандурка, В. В. Акімов, П. В. Волошин [та ін.]. – Харків : Вид-во Нац. ун-ту внутр. справ, 2002. – 172 с.